# Eddie Locke
Pour les articles homonymes, voir Locke.
Eddie Locke, né le 2 août 1930 à Détroit et mort le 7 septembre 2009, est un musicien de jazz américain spécialiste des instruments de percussion.